# Пущин, Николай Николаевич (кораблестроитель)
Николай Николаевич Пущин (1861—после 1917) — кораблестроитель, наблюдающий за постройкой минных крейсеров Российского императорского флота, главный инспектор кораблестроения, генерал-лейтенант Корпуса корабельных инженеров.

## Биография
Николай Николаевич Пущин родился 9 мая 1861 года.
В службе с 1880 года. В 1882 году окончил кораблестроительное отделение Техническое училище Морского ведомства в Кронштадте. В 1883 году произведён в офицеры корпуса корабельных инженеров.
В 1888 году окончил кораблестроительное отделение Николаевской морской академии.
В 1892—1893 годах старший помощник судостроителя Н. Н. Пущин являлся наблюдающим за постройкой минных крейсеров типа «Казарский» (проект фирмы Шихау) номер № 1 и № 2 («Всадник» и «Гайдамак») на верфи «Акционерного общества В. Крейтон и К°, Механический завод и корабельная верфь» в Або (Финляндия).
В 1894—1897 годах корабельный инженер Н. Н. Пущин был наблюдающим за постройкой минного крейсера «Абрек» (проект фирмы Крейтон) в Або.
В декабре 1898 года младший судостроитель Н. Н. Пущин был назначен наблюдающим за постройкой корпуса заказанных кораблей (крейсера в 3000 тонн водоизмещения, получивший впоследствии имя «Новик» и четырёх миноносцев) в Данциге (Германия).

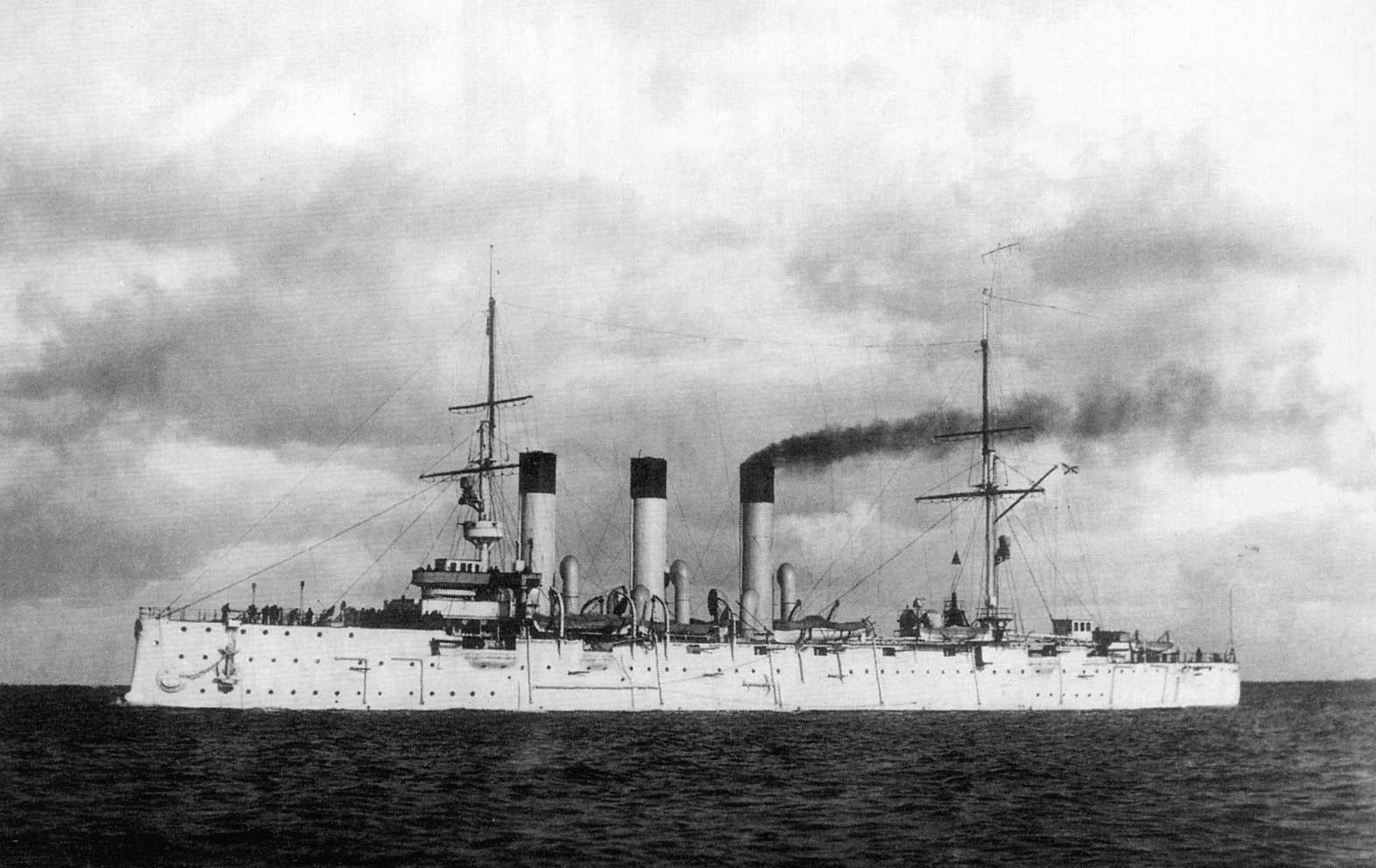
Крейсер «Аврора» на испытаниях 14 июня 1903 года

16 ноября 1900 года назначен младшим судостроителем Санкт-Петербургского порта, состоял в штате Опытового бассейна (только числился в штате бассейна, а был в Штеттине, наблюдая за постройкой малого крейсера).
В декабре 1901 года был назначен главным строителем крейсера «Аврора» на этапе достройки, сменив на этой должности корабельного инженера К. М. Токаревского.
В 1903 году был произведён в старшие судостроители. В 1907 году переаттестован в полковники, в 1909 году произведён в генерал-майоры.
С 1910 года исполнял должность главного инспектора кораблестроения. С 1911 года исполнял должность начальника, а в 1913 году назначен на должность начальника кораблестроительного отделения Главного управления кораблестроения. С  14 апреля 1913 года в чине, произведён в генерал-лейтенанты. С 1914 по 1916 год состоял по корпусу, был прикомандирован к Петроградской портовой конторе для получения денежного довольствия. Уволен со службы 11 сентября 1916 года. Дальнейшая судьба неизвестна.

## Семья
Был женат на Елене Николаевне — дочери главного инспектора кораблестроения в 1895—1905 годах Н. Е. Кутейникова. Имел сына.

## Награды
- Орден Святого Станислава 1 степени (6 декабря 1912)
- Орден Святого Владимира 3 степени (1911)
- Орден Святого Владимира 4 степени (1908)
- Орден Святой Анны 3 степени (1902)
- Орден Святого Станислава 3 степени (13 августа 1897)
- серебряная медаль «В память царствования императора Александра III» (1896)
- светло-бронзовая медаль «В память 300-летия царствования дома Романовых» (1913);
- светло-бронзовая медаль «В память 200-летия морского сражения при Гангуте» (1915)[1][7].